# Affaire GameStop
Vous pouvez aider à l'améliorer ou bien discuter des problèmes sur sa page de discussion.
- Il doit être débarrassé d’une partie de son jargon. Sa qualité peut être largement améliorée en utilisant un vocabulaire directement compréhensible par le plus grand nombre. (Marqué depuis mars 2021)
- Son texte doit être wikifié : il ne correspond pas à la mise en forme Wikipédia (style, typographie, liens internes, liens entre les wikis, etc.). (Marqué depuis mars 2021)

L'affaire GameStop est une augmentation massive du cours sur les actions du détaillant américain de jeux vidéo GameStop (NYSE : GME) survenue en janvier 2021 et entraînant des conséquences financières majeures pour certains fonds spéculatifs et des pertes pour les vendeurs à découvert. Environ 140 % du flottant public de GameStop a été vendu à découvert. À son apogée le 28 janvier, le fort intérêt des investisseurs particuliers a fait en sorte que le cours de l'action du détaillant a atteint une valeur avant la mise en marché de plus de 500 USD par action, soit près de trente fois la valorisation de 17,25 dollars au début du mois.
Le 28 janvier, certaines maisons de courtage, dont Robinhood, ont interrompu l'achat de GameStop et d'autres titres, invoquant leur incapacité à déposer des garanties suffisantes dans les chambres de compensation pour exécuter les transactions de leurs clients. Mais selon Michael C. Bodson (CEO de la DTCC) et la DTCC elle-même, cette dernière et la NSCC avaient décidé d'abandonner les 2,2 milliards de dollars de garantie qu'ils exigeaient de Robinhood,. Vlad Tenev (CEO de Robinhood) avait par ailleurs indiqué le 29 janvier que Robinhood n'était confronté à aucun problème de liquidités,. Cette décision a ainsi suscité des critiques et des accusations de manipulation du marché de la part d'éminents politiciens et hommes d'affaires de tous les horizons politiques. Des dizaines de recours collectifs ont été intentés contre Robinhood devant les tribunaux américains, et le comité de la Chambre des États-Unis sur les services financiers a tenu une audience au Congrès sur l'incident. Durant cette audience, Vlad Tenev a dit que Robinhood n'avait pas restreint l'achat du titre GameStop pour aider les fonds spéculatifs. Il n'a toutefois pas souhaité répondre à la question de savoir si cela était dû à un problème de liquidités ou non. En outre, il a indiqué qu'il avait discuté des restrictions avec la DTCC, ce que le CEO de la DTCC a nié durant la troisième audition.
Depuis le mois de janvier 2021, les utilisateurs de Reddit dévoilent la manière dont les fonds spéculatifs ont pu dissimuler leurs positions de vente à découvert, notamment par le biais d'options. De nombreux investisseurs individuels continuent de conserver leurs actions, tout en s'attendant à une liquidation forcée des vendeurs à découvert (short squeeze).

## Vente à découvert et liquidation de positions courtes
La vente à découvert, dite position courte,  est une pratique financière dans laquelle un investisseur, connu sous le nom de vendeur à découvert, emprunte des actions et les vend immédiatement, dans l'espoir de les racheter plus tard à un prix inférieur, Ceci fait, il rend  les actions empruntées, paye le prix de la location des titres au prêteur et profite de la différence. La pratique comporte un risque illimité de pertes, car il n'y a pas de limite à la hausse du prix d'une action. Cela contraste avec la prise d'une position longue où l'acheteur, faute du capital nécessaire, doit revendre les actions plus tard, son risque est équivalent à l'effet du levier choisi.  L'investisseur classique, lui, risque une perte limitée à son investissement initial,.
La vente à découvert à nu est une pratique (qui n'est pas illégale en soi) qui peut permettre aux investisseurs institutionnels américains d'augmenter artificiellement le nombre d'actions en circulation et plus généralement d'aboutir à une offre plus élevée que la demande, afin de faire baisser le prix d'une action,. La réglementation sur la vente à découvert à nu illégale ne semblerait pas effective.
Les vendeurs à découvert sont exposés à un risque de liquidation forcée de leurs positions courtes, qui survient lorsque l'action augmente de façon inattendue en valeur. Les vendeurs à découvert sont alors contraints de racheter les actions qu'ils avaient initialement vendues, afin d'éviter que leurs pertes ne s'accumulent. Le rachat de l'action pour couvrir leurs positions courtes augmente le prix de l'action, puisque celle-ci devient en demande, ce qui incite davantage de vendeurs à couvrir leurs positions en rachetant l'action. Cela peut entraîner une cascade d'achats d'actions et une hausse encore plus importante du cours de l'action,.

## GameStop

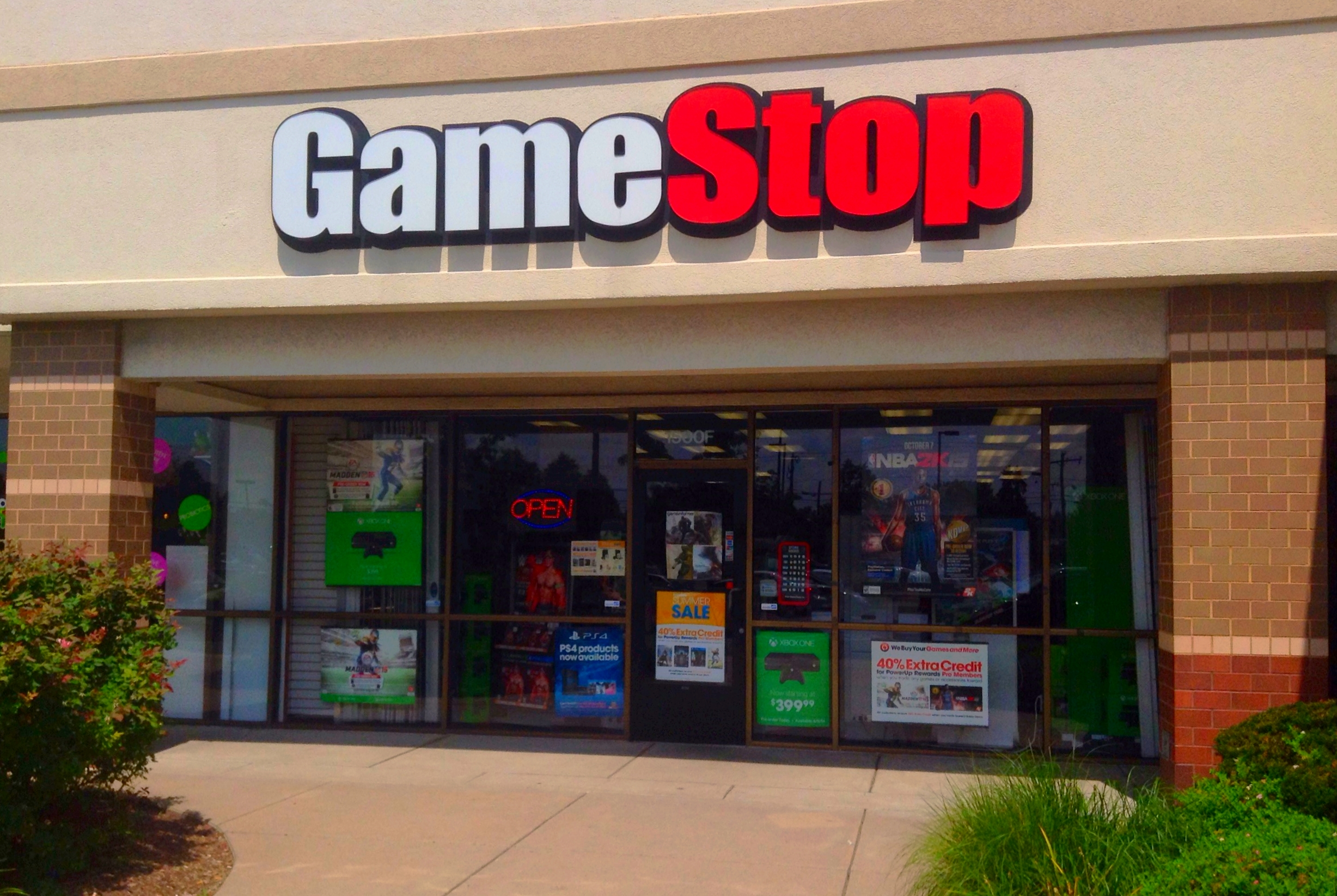
Un magasin GameStop en 2014.

GameStop, une chaîne américaine de magasins de jeux vidéo, est en difficultés en raison de la concurrence de la distribution numérique et des effets économiques de la pandémie Covid-19, qui a réduit le nombre de personnes qui ont magasiné sur place. Le cours de l'action GameStop étant ainsi sur le point de baisser, de nombreux investisseurs institutionnels se sont mis à vendre à découvert l'action. Le 22 janvier 2021, 140% du capital flottant était reporté comme vendu à découvert, ce qui signifie que certaines actions à découvert avaient été réempruntées et vendues à nouveau, ou que des actions ont été vendues sans avoir été empruntées à l'origine (ce qu'on appelle un fail-to-deliver). Les analystes de Goldman Sachs ont noté plus tard que la vente à découvert valant plus de 100% du capital public d'une entreprise n'était survenue que 15 fois au cours des 10 années précédentes.
Malgré cela, en septembre 2020, Ryan Cohen (l'ancien PDG du détaillant en ligne d'aliments pour animaux Chewy) a révélé avoir fait un investissement important dans GameStop et a rejoint le conseil d'administration de la société, ce qui a amené certains à croire que l'action était sous-évaluée. De même, l'investisseur Michael Burry acquis une participation de 3,3% dans GameStop à la mi-2019. Fin 2020, GameStop décide de se concentrer sur le commerce en ligne, avec une augmentation des ventes dans ce domaine de 175%, qui constitue 34% de leurs revenus durant le quatrième trimestre,.
140% est la limite maximale légale, ce qui peut laisser penser que le chiffre était en pratique supérieur,. Il existe en effet des moyens pour dissimuler les positions de vente à découvert. Depuis février 2021, les utilisateurs sur Reddit (notamment de r/GME et r/Superstonk) exposent ces techniques et accusent les fonds spéculatifs de dissimuler leurs positions. Certains professionnels de la finance confirment l'existence de ces pratiques par le passé.

## Prologue
Cela se produit peu de temps après une déclaration d'Andrew Left, directeur du fonds Citron Research, prévoyant que la valeur de l'action diminuerait. Celle-ci augmente en réalité de plus de 600% le 26 janvier et la volatilité a provoqué l'arrêt du trading à plusieurs reprises,,.Un autre fonds spéculatif, Melvin Capital (en), était contraint à demander 2,75 Md USD à d'autres groupes privés pour couvrir ses pertes sur l'action GameStop.
Le 28 janvier 2021, les plateformes de courtage en ligne Robinhood, TD Ameritrade, WeBull et E-Trade ont restreint l'achat et la vente de titres Gamestop (GME), AMC Cinema (AMC), Nokia (NOK), BlackBerry (BB), Koss (KOSS), Bed Bath and Beyond (BBBY) et des sociétés d'habillement Express (EXPR) et Naked Brand Group (NAKD), évoquant l'extrême volatilité de ces titres,. La SEC américaine et l'Autorité des marchés financiers du Québec publient le même jour des appels à la prudence aux investisseurs en lien avec le risque de pertes associées à la haute volatilité de certains titres boursiers populaires sur les forums de discussions, faisant référence à Wallstreetbets,,.
Le 2 février 2021, le cours de l'action GameStop chute de 60 % à Wall Street. Fin janvier 2021, le média CNBC aurait diffusé une publicité indiquant que le fonds spéculatif Melvin Capital aurait fermé ses positions. Malgré cet article de CNBC et le fait que Melvin n'ait plus de puts, il est toujours possible qu'ils aient des positions de vente à découvert (car elles n'ont pas à être divulguées),.
Le 17 février 2021, le CEO d'Interactive Brokers admet que le prix serait monté « dans les milliers » de dollars par action si les brokers tels que Robinhood n'étaient pas intervenus pour limiter l'achat.
Le 24 février 2021, le cours augmente de plus de 150% en l'espace de 2 heures. Selon l'analyste Michael Pachter, les vendeurs à découvert continuent de faire pression sur l'action GameStop. « Au fur et à mesure que les prix augmentent, de plus en plus de positions courtes continuent à entrer sur GameStop. C'est un cercle vicieux pour les positions courtes et un cercle vertueux pour les positions longues », indique-t-il. Accusant certains fonds spéculatifs de manipuler le cours, les utilisateurs de Reddit continuent de conserver leurs actions,.
En mai 2021, certains fonds spéculatifs continuent de miser sur la baisse du titre GameStop à travers des options. Le 12 mai 2021, le compte Twitter GameStop a fait référence au « MOASS » (mother of all short squeezes) dans plusieurs tweets et interactions, ce qui a renforcé la croyance des utilisateurs de Reddit selon laquelle l'action augmenterait massivement à l'occasion d'une liquidation forcée des positions courtes (short squeeze).

## Une manipulation de marché continue
Depuis janvier 2021, les investisseurs individuels effectuent des recherches pour comprendre comment le taux d'intérêt de titres vendus à découvert (short interest) aurait pu diminuer sans que les fonds spéculatifs n'aient réellement fermé leurs positions. Seules la SEC et la DTCC peuvent avoir les documents qui prouveraient l'existence d'une fraude. Mais les utilisateurs sur les subreddits r/Superstonk, r/GME et r/DDintoGME ont détecté, en se fondant sur des données accessibles publiquement, l'existence d'une fraude commise par les courtiers (brokers) et les fonds spéculatifs (hedge funds), à travers une contrefaçon massive d'actions et l'usage d'options.
Exactement au même moment où le taux de FTD (fail-to-deliver, lorsqu'une action est vendue à découvert à nu) et de positions de vente à découvert a diminué fin janvier, le volume d'options d'achat fortement dans la monnaie (calls deep ITM) a explosé. L'achat de calls deep ITM aurait permis de cacher 110 millions d'actions vendues à découvert.
De même, le volume d'options de vente (puts) a énormément augmenté au moment exact où le taux de vente à découvert a diminué, représentant plus de 200 millions d'actions (soit plus de 4 fois le flottant). Les positions de vente à découvert auraient ainsi été cachées en utilisant des actions fantômes et des FTD stratégiques.
Les données démontrent également, à ce moment même, une augmentation massive des FTD dans les ETFs contenant l'action GameStop. Les FTD ont donc été migrés de GME vers les ETFs en janvier 2021.
Le fonds spéculatif Citadel a été sanctionné à plusieurs reprises pour avoir manipulé les marchés financiers. Par exemple, il a vendu à découvert des actions ayant permis d'en diminuer le prix de 77% durant une période de 11 minutes.
Les transactions effectuées dans les dark pools ont fortement augmenté dès la fin du mois de janvier 2021. Les données démontrent que 25% du flottant sur GME est échangé OTC, contre moins de 1% pour la plupart des actions. Cela aurait ainsi permis aux vendeurs à découvert de faire baisser le prix de l'action, tout en cachant le taux de vente à découvert, avec l'aide des brokers qui ont empêché les investisseurs individuels d'acheter.
En février 2021, le volume en pourcentage du flottant était 234 fois plus élevé que celui pour les actions blue chips. Fin janvier sont apparues de nombreuses microtransactions (parfois d'une seule action). Selon les données de la FINRA, Robinhood a commencé a effectuer des transactions OTC dès la semaine du 8 février, remplaçant les habituelles transactions acheminées vers Citadel.
Le 10 mars 2021, le prix de l'action GameStop a chuté de 348 $ à 172 $ en quelques minutes. Durant cette semaine, Robinhood était le premier négociant OTC, avec 297 276 actions pour 297 194 échanges, ce qui est à nouveau corrélé à une baisse du prix. Le 16 juin 2021, la présidente du NYSE a reconnu que le prix de l'action GameStop ne reflète pas ce qu'est l'offre et la demande,.

## Autres titres concernés

### Les actions
Outre GameStop, de nombreux autres titres à découvert (ainsi que des titres à faible taux d'intérêt court) ont vu leurs prix augmenter : 
| Action (le symbole )                                   | Prix haut[a] | 22 janvier | % chg.  | Ref.   |
| ------------------------------------------------------ | ------------ | ---------- | ------- | ------ |
| AMC Entertainment Holdings, Inc. (Nasdaq AMC)          | 20.36        | 3.51       | 480.1%  | [ 43 ] |
| AMC Networks Inc. (Nasdaq AMCX)                        | 59.83        | 49.38      | 21.2%   | [ 44 ] |
| American Airlines Group Inc. (Nasdaq AAL)              | 21.77        | 15.82      | 37.6%   | [ 45 ] |
| BB Liquidating Inc. (Nasdaq BLIAQ)                     | 0.30         | 0.01       | 3000%   | ,      |
| Bed Bath & Beyond Inc. (Nasdaq BBBY)                   | 53.90        | 30.21      | 78.4%   | [ 48 ] |
| BlackBerry Limited (NYSE BB)                           | 28.77        | 14.04      | 104.9%  | [ 49 ] |
| Build-A-Bear Workshop, Inc. (NYSE BBW)                 | 8.40         | 4.52       | 85.8%   | [ 50 ] |
| Eastman Kodak Company (NYSE KODK)                      | 15.15        | 9.46       | 60.1%   | [ 51 ] |
| Express, Inc. (en) (NYSE EXPR)                         | 13.97        | 1.79       | 680.4%  | [ 49 ] |
| Fossil Group, Inc. (NASDAQ FOSL)                       | 28.60        | 9.87       | 189.8%  | [ 52 ] |
| Genius Brands International (en) (NASDAQ GNUS)         | 3.36         | 1.57       | 114.0%  | [ 51 ] |
| iRobot Corporation (NASDAQ IRBT)                       | 197.40       | 98.94      | 99.5%   | [ 53 ] |
| Koss Corporation (NASDAQ KOSS)                         | 127.45       | 3.34       | 3715.9% | [ 54 ] |
| Ligand Pharmaceuticals Incorporated (en) (NASDAQ LGND) | 191.59       | 142.62     | 34.3%   | [ 55 ] |
| The Macerich Company (en) (NYSE MAC)                   | 25.99        | 14.58      | 78.3%   | [ 56 ] |
| Naked Brand Group (NASDAQ NAKD)                        | 3.40         | 0.44       | 672.7%  | [ 57 ] |
| National Beverage Corp. (en) (NASDAQ FIZZ)             | 196.43       | 98.44      | 99.5%   | [ 58 ] |
| Nokia Oyj (NYSE NOK)                                   | 9.79         | 4.20       | 133.1%  | [ 59 ] |
| Palantir Technologies Inc. (NYSE PLTR)                 | 45.00        | 32.58      | 38.1%   | [ 51 ] |
| Siebert Financial (NYSE SIEB)                          | 18.50        | 3.70       | 400.0%  | [ 60 ] |
| Tootsie Roll Industries, Inc. (en) (NYSE TR)           | 58.98        | 30.14      | 95.7%   | [ 61 ] |
| Virgin Galactic Holdings, Inc. (NYSE SPCE)             | 59.43        | 34.28      | 73.4%   | [ 53 ] |

a  Les prix peuvent être plus élevés pendant les heures de trading prolongées.
Les actions de GME Resources, une société minière australienne portant le symbole GME de l'Australian Securities Exchange (ASX), ont augmenté de plus de 50% pendant les transactions intrajournalières, clôturant avec une augmentation de 13.3% le 28 janvier. On pensait que cela était dû à une blague ou à une erreur, car le symbole ASX était le même que le symbole boursier NYSE de GameStop (GME),.
Les investisseurs particuliers en Malaisie ont été inspirés par le short squeeze GameStop pour cibler les actions des fabricants malais de gants en latex sur Bursa Malaysia (en) en guise de contre-mesure à la dévaluation du secteur par les investisseurs institutionnels à la suite de la levée de l'interdiction des ventes à découvert en janvier 2021. Top Glove (en), Hartalega et Supermax (en) ont respectivement enregistré des augmentations des actions allant jusqu'à 15%, 10% et 9.2% lors des transactions intrajournalières le 29 janvier, avant de clore avec des augmentations respectives de 8,5 %, 5,4 % et 3,7 %. Le rassemblement aurait été organisé par r/bursabets, une filiale malaisienne de r/wallstreetbets, du nom de la bourse malaisienne.

### Crypto-monnaies
En réaction aux maisons de courtage qui ont interrompu l'achat de GameStop et d'autres titres, la capitalisation boursière combinée de toutes les crypto-monnaies est passée à plus de 1 000 milliards de dollars américains, la valeur de Dogecoin augmentant de plus de 800%,,.

### Contrats à terme
Les contrats à terme sur l'argent ont également commencé à augmenter rapidement,, bien que l'on ne sache pas qui était à l'origine de la hausse des prix. Les 28 et 29 janvier, le prix de l'argent a augmenté de 10%. Il y avait également un effet sur les prix de l'or et du cuivre sur le London Metal Exchange.Le 1er février, le prix de l'argent était à son plus haut depuis 8 ans. Les utilisateurs de r/wallstreetbets nient toute implication dans la hausse du prix de l'argent, affirmant que l'augmentation provenait d'institutions et de fonds spéculatifs détenant des positions en argent, comme Citadel, cherchant à compenser les pertes sur GameStop,,,

## Conflit d'intérêts allégué entre Robinhood et Citadel
À la suite de la décision de la société de courtage Robinhood de mettre un terme à l'achat d'actions affectées, les utilisateurs de Reddit et d'autres médias sociaux ont remis en question sa relation avec Citadel Securities,. Bloomberg News avait précédemment rapporté que 40% des revenus de Robinhood provenaient de la vente d'ordres de clients à des sociétés de gestion de marché telles que Citadel Securities et Two Sigma Securities, dans une pratique connue sous le nom de paiement pour le flux d'ordres.

## Réactions

### Personnages politiques
Divers politiciens et commentateurs de tous les horizons politiques ont fait des déclarations en faveur des investisseurs individuels, ainsi que contre la décision de Robinhood et d'autres entreprises de limiter ces échanges, y compris Alexandria Ocasio-Cortez, Sénateur Ted Cruz, Représentants Ro Khanna, Ted Lieu, et Rashida Tlaib, l'animateur de Fox Business Charles Payne (en), et les commentateurs politiques conservateurs Rush Limbaugh, Ben Shapiro, et Donald Trump Jr. La sénatrice Elizabeth Warren a critiqué à la fois les vendeurs à découvert et les acheteurs, et a fait valoir que davantage de réglementation était nécessaire. Elle est rejointe par le sénateur Bernie Sanders qui demande également une meilleure vigilance sur les actions illégales des fonds d'investissement.

### Professionnels de la finance

#### Susanne Trimbath
Le 29 avril 2021, Susanne Trimbath (spécialiste des infrastructures des marchés et de la finance internationale) a été interviewée par les utilisateurs de Reddit. Elle a mis en évidence le fait que les brokers ne marquent pas toujours les ordres comme étant vendus à découvert (l'acheteur ne sait donc pas qu'il achète des actions vendues à découvert). Le problème majeur se trouve dans le fait que le nombre d'actions en circulation est souvent bien plus élevé que celui de la flotte s'additionnant aux actions indiquées comme vendues à découvert. Le second problème mis en exergue est le cas où la vente est bien marquée comme étant à découvert, et que l'entité (par exemple un fonds spéculatif) promette de délivrer les actions (à l'acheteur), mais qu'il ne les emprunte pas, ou à l'inverse qu'un broker promette de prêter les actions mais ne le fasse pas.
Dans un rapport qu'elle a présenté en 2005, sur 285 cas de vote durant les assemblées générales annuelles examinés, 285 avaient plus de votes que d'actions disponibles. Ce problème ne s'est que très peu amélioré avec le temps, avec encore 85% de cas de « sur-vote » en 2020. On considère aujourd'hui qu'environ un tiers des entreprises reçoivent plus de votes que d'actions émises. Par ailleurs, bien que les brokers indiquent souvent aux acheteurs qu'ils détiennent bien leurs actions, il arrive que ce ne soit en réalité pas le cas (que la délivrance ait échoué), car il n'y a pas assez d'actions disponibles pour satisfaire un achat. L'exemple cité par Susanne Trimbath concerne le CEO de l'entreprise Overstock, qui a dû attendre 2 mois avant de pouvoir se voir délivrer les actions qu'il avait achetées.
Dans son livre, Susanne Trimbath parle d'un procès en 2006 à l'encontre de 11 « prime brokers » qui auraient agi de concert de façon illégale, aboutissant à environ 200 millions d'actions en circulation, pour 65 millions d'actions émises par l'entreprise. Elle décrit le « triumvirat » des problèmes comme étant la vente a découvert (à nu ou non), les « fail-to-deliver » (FTD) et les prêts. Au début des années 2000, un chercheur de la SEC parlait des « fail-to-deliver » stratégiques, qui permettent de disposer de l'argent (de l'acheteur) sans rien avoir à délivrer. En contrepartie, une « petite amende » sera infligée, souvent inférieure au montant gagné.
Elle a travaillé dans la résolution de problèmes à la DTC, et l'un des soucis qu'elle a relevé est le fait que les listes d'actions problématiques soient triées par leur valeur. Dans le cas où les brokers vendent à découvert (à nu ou non), ils poussent le prix vers le bas, ce qui vient diminuer la priorité du fait de la baisse de valeur. Susanne Trimbath met également en évidence le fait que la vente à découvert à nu soit exploitée pour empêcher l'émetteur des actions (l'entreprise) d'augmenter son capital, les actions ayant une valeur dérisoire.
Trimbath indique qu'en 2008, les banques (à l'origine des FTD) ont commencé à voir leurs propres actions être en FTD. La SEC est alors intervenue pour mettre fin aux FTD, mais uniquement ceux concernant les actions des banques, tandis qu'en Europe et en Asie les organismes de régulation ont mis fin à la vente à découvert à nu pour toutes les actions (et non seulement celles des banques). Elle estime « qu'il est plus facile de passer un examen de la FINRA pour devenir un broker que d'obtenir une licence de barbier » dans la plupart des États.
Elle mentionne le fait que les entreprises peuvent nommer un inspecteur des élections indépendant qui peut analyser la situation et conseiller à l'entreprise émettrice des titres de ne pas accepter les résultats de vote et de régler le problème. Ainsi, le vote « aidera à révéler des preuves s'il y a une vente à découvert à nu, les FTDs peuvent être révélés de cette façon, [...] que vous ne trouverez jamais dans les informations accessibles au public ».
Elle n'est pas surprise d'apprendre que le volume de FTDs est passé de 5 milliards $ dans les années 2000 à 183 milliards $ aujourd'hui, comprenant une augmentation de 40 milliards $ depuis 2019.
Susanne Trimbath s'est prononcée sur les nouvelles règles proposées par la DTCC et ses filiales à ce sujet depuis janvier 2021. Selon elle, la règle SR-OCC-2021-003 n'est qu'une correction technique mineure. En revanche, elle estime que la règle SR-NSCC-2021-801 (selon laquelle si les fonds sont insuffisants, il est possible d'exiger une garantie suffisante dans l'heure qui suit) fait la différence. Elle estime que cela illustre l'impact des utilisateurs de Reddit sur la DTCC et ses filiales. Ces derniers se seraient dits qu'ils devraient effectuer des vérifications plus souvent, une fois par mois n'était pas suffisant car la valeur et le nombre d'actions GameStop ont fortement augmenté.
En Europe, le CSDR (Central securities depository regulations) prévoit (d'ici 2022) de rendre obligatoire le fait pour le dépositaire d'aller acheter l'action sur le marché pour corriger le FTD et de faire payer au vendeur à découvert à nu la différence. Si l'approvisionnement échoue, le dépositaire serait dans l'obligation d'inverser la transaction. Elle considère que cela pourrait également affecter la DTCC aux États-Unis.

#### David Lauer
David Lauer, ex-employé de Citadel spécialisé en trading haute fréquence, a été interviewé par les utilisateurs de Reddit le 5 mai 2021. Il dit avoir arrêté de travailler pour des fonds spéculatifs à la suite du flash crash de 2010. En 2012, il travaille en collaboration avec Better Markets (organisme à but non lucratif), avant de rejoindre IEX Group jusqu'en 2013. À l'heure actuelle, il est membre du comité de régulation des marchés de la FINRA. Il a indiqué que les dernières réunions étaient « particulièrement intéressantes », certainement en rapport avec l'affaire GameStop. Les autres membres du comité, brokers et négociants (« dont vous reconnaitriez les noms ») ont généralement un avis très différent du sien.
Il pense que la vente à découvert est importante pour le bon fonctionnement des marchés, mais que la vente à découvert prédatrice ou la vente à découvert à nu sont un énorme souci. Selon ses analyses (en utilisant les données de marché publiques), la manipulation sur différentes actions ne fait aucun doute, ce à travers la vente à découvert à nu ou la réhypothécation (prêts sur actions déjà prêtées). Il dit également se soucier des façons de manipuler les données sur les FTDs, en mentionnant un post sur Reddit à propos de l'usage des options permettant de dissimuler les FTDs. Il dit que les régulateurs y prêtent attention, mais que la question est parfois complexe du point de vue des données ou de la technologie. Il trouve frustrant que la SEC agisse très lentement, mais que l'arrivée de Gary Gensler en tant que nouveau président de la SEC est prometteuse. Selon Lauer, plus il y a d'attention portée sur ces sujets et plus cela permet d'agir vite.
Il souligne le problème selon lequel les échanges effectués par les investisseurs particuliers s'effectuent hors bourse. Il fait référence aux flash crashs liés au trading haute fréquence, avec l'existence d'une compétition pour la plus faible latence possible. Au Canada, au Royaume-Uni et en Australie, une telle configuration où les ordres peuvent passer directement par quelqu'un comme Citadel ou Virtu est illégale, car cela peut nuire au marché. Cela pousse les investisseurs hors du marché, incite à la vitesse ou à acheter les flux d'ordres d'investisseurs particuliers (comme le fait Citadel). Lorsqu'un courtier reçoit un ordre, il l'envoie d'abord aux dark pools, et le dernier endroit où l'ordre sera envoyé est la bourse en question, car c'est ce qui finira par être le plus cher.
David Lauer confirme l'usage de techniques illégales telles que le « wash trading » (transactions fictives donnant l'illusion d'une forte offre/demande), chose pour laquelle Citadel a déjà été sanctionné par le passé. De nombreuses personnes sur Reddit accusent les fonds spéculatifs d'avoir usé de telles manipulations afin de faire baisser le cours de l'action GameStop en février et les mois qui suivent. Il est également possible de manipuler les algorithmes de trading haute fréquence.
Il rappelle le problème du paiement pour obtenir le flux d'ordres des investisseurs particuliers, permettant de s'informer sur ce qu'il va se passer dans les prochaines millisecondes/secondes. Il pense que tous les teneurs de marché (market makers) devraient avoir accès à ce flux d'ordres (dans un but concurrentiel), et non seulement Citadel ou Virtu.
Les dark pools constituent un sujet sur lequel les utilisateurs de Reddit se sont posé de nombreuses questions. David Lauer montre, en se basant sur les données rendues accessibles par la FINRA, que la majorité des ordres (plus de 80%) étaient effectués via le marché de gré à gré (OTC), et non via les dark pools (ATS). En s'intéressant aux données sur les ordres OTC, le nombre moyen d'actions échangées par Citadel a diminué par rapport au nombre de l'internalisateur Virtu, ce qui pourrait s'expliquer par la migration de nombreux investisseurs de la plateforme Robinhood vers d'autres plateformes. Puis il met l'accent sur le fait que le montant moyen des transactions est descendu à 40 actions par ordre, ce qu'il trouvait « extrêmement faible » pour GameStop (même en tenant compte de l'augmentation du prix de l'action).
Enfin, David Lauer estime que la plupart des amendes ne sont qu'une petite « tape sur les doigts ». Les amendes sont généralement insuffisantes comparé au dommage causé, ce qui est la source de la plupart de ces problèmes. Il considère qu'il faudrait en augmenter le montant et prévoir des peines d'emprisonnement pour pouvoir observer des changements de comportement.

#### Carl Hagberg
Expert en votes par procuration et actionnariat individuel, Carl Hagberg a répondu aux questions des utilisateurs de Reddit le 12 mai 2021. Il s'agit, selon Susanne Trimbath, de l'un des meilleurs spécialistes en matière de droits des actionnaires et gouvernance d'entreprise. Il dit avoir défendu les intérêts des actionnaires individuels durant plus de 60 ans. L'une des leçons qu'il a retenu est qu'il faut envisager d'investir lorsqu'on observe une très bonne gestion d'entreprise, et à l'inverse vendre rapidement si le CEO est mauvais ou que le personnel ne l'aime pas.
Il y a toujours eu des vendeurs à découvert et selon lui la plupart étaient opportunistes, il les décrit comme des « capitalistes vautours » (car ils se dirigent vers des entreprises faibles pour essayer de les réduire à néant, la chose la plus profitable étant de ne jamais avoir à racheter les actions). Il expose le problème selon lequel du fait de la vente à découvert, le vendeur à découvert et l'acheteur ont tous deux un droit de vote, « les débits ne sont plus égaux aux crédits », ce qui est « une très mauvaise chose ». Il indique que certaines personnes le font souvent de mauvaise foi, ils vendent des actions à découvert puis cherchent à pousser le prix vers « 1 $ ou 2 $ ». Cela a pour effet de diluer le droit de vote et de créer une « liquidité infinie » (en empruntant ce qui a déjà été emprunté). Le CEO d'Overtsock et Wes Christian ont permis de mettre en exergue cette difficulté.
Carl Hagberg acquiesce sur le fait que c'est une telle situation que l'on peut actuellement observer pour GameStop. Il ajoute que bien qu'il s'agisse parfois de vendre à découvert en pensant que l'entreprise va réellement finir par faire faillite, il peut également s'agir de « répandre des rumeurs » qui paraissent exactes car le prix de l'action diminue, ce qui a pour conséquence de faire vendre les investisseurs individuels (aboutissant à une action valant 0 $). Il a connu de nombreuses entreprises qui ont fait faillite de ce fait, car elles ne pouvaient plus emprunter d'argent (avec une très faible cote de crédit) ni émettre de nouvelles actions, y compris parmi elles de « bonnes entreprises ». Cela s'est calmé avec la réglementation SHO (2005), puis les vendeurs à découvert sont réapparus après la crise financière de 2007-2008 pour récolter « d'immenses profits ». Afin de tenter d'y remédier, 11 recommandations ont été prévues dans un rapport, mais seulement l'une d'entre elles a été retenue.
Selon lui, les vendeurs à découvert à nu créent une « perturbation économique », ils « prennent la loi la plus basique de l'offre et de la demande et la jettent par la fenêtre ». Il l'explique par le fait que l'offre devient par ce biais illimitée, et qu'il est possible d'aggraver cet effet en répandant des rumeurs. Il indique qu'il est difficile de détecter le problème de la vente à découvert car le vote dépasse rarement les 100%. Lorsque cela arrive, l'on ne sait pas comment le problème est résolu en pratique.
Il explique que les investisseurs institutionnels gagnent énormément d'argent en prêtant des actions à ceux qui veulent vendre à découvert. Il remarque que certains actionnaires GameStop ne peuvent pas voter du fait qu'ils ont un compte sur marge, ou simplement parce qu'ils ont signé un accord autorisant le broker à voter et prêter leurs actions, sans aucune compensation en contrepartie. C'est « contraire à l'éthique », il faudrait mieux informer au préalable selon lui. Il dit être sûr que lors de la prochaine assemblée générale de GameStop il y aura un « sur-vote important » (sauf si certaines personnes résolvent ce problème avant).
Il estime qu'il est « mathématiquement impossible » d'avoir des volumes comme ceux que l'on a pu remarquer de janvier à février sur l'action GameStop (soit 1,5 milliard d'actions échangées sur une période de 17 jours, du 13 janvier au 5 février) sans qu'il n'y ait eu de la vente à découvert durant cette période. Il pense que la plupart des régulateurs sont eux-mêmes régulés, car « ils sont composés de ceux qui gagnent des milliards de dollars dans ces affaires », et ferment ainsi les yeux face à ce problème.
Il faudrait à son sens une réglementation visant à « forcer les prêteurs à rappeler leurs actions avant la date d'enregistrement de l'assemblée générale annuelle » (bien que ce soit compliqué en pratique tellement il y a eu de prêts). Il pense que les actionnaires GameStop devraient continuer ce qu'ils font, leur vote ayant une certaine valeur, et s'adresser aux régulateurs. Ils doivent essayer de voter et s'ils ne le peuvent pas, en parler (notamment sur les réseaux sociaux).
Enfin, il décrit la manière dont les investisseurs GameStop ont certainement dû vendre leurs actions ces dernières années, du fait que des « criminels poussent le prix d'une action vers le bas jusqu'à ce que cela atteigne 0 ». Cependant, ces derniers mois, de nombreux investisseurs sont déterminés à conserver leurs actions (malgré les « rumeurs »), indique l'interviewer.

#### Lucy Komisar
Lucy Komisar, journaliste d'investigation, a écrit un article le 1er février 2021 sur la façon dont l'affaire GameStop révèle la corruption de la vente à découvert à nu, avant d'être interviewée une première fois le 14 mai par les utilisateurs de Reddit. Elle y explique la manière dont la vente à découvert à nu est liée aux dispositifs offshores. Elle prend l'exemple de l'entreprise Sedona, en indiquant notamment que chaque fois que l'entreprise pouvait annoncer une bonne nouvelle, le prix de l'action descendait. Lorsque la règlementation SHO de la SEC est entrée en vigueur, de nombreuses failles y ont été incluses, « ce qui a facilité la vente à découvert à nu sur GameStop ». En outre, elle rappelle qu'il n'y a aucune obligation d'informer l'existence de FTDs sur les bourses étrangères ou les dark pools.
Elle estime que les autorités de régulation sont trop passives face à ce problème, elles ne poursuivent pas suffisamment les acteurs majeurs. Les poursuites devant les juridictions classiques sont en partie inutiles, car les juges considèrent souvent que seule la SEC a pleine compétence en la matière ; cela permet néanmoins d'obtenir des preuves.
Les utilisateurs de Reddit lui ont fait remarquer que, le 10 mars 2021, GameStop a atteint un prix de 344 $ puis est descendu au prix de 172 $ en 15 minutes, avant de remonter à plus de 200 $, et que le média MarketWatch avait écrit un article à propos de ce flash crash avant même qu'il ait lieu. Lucy Komisar rappelle ainsi un exemple dans lequel les journalistes étaient soudoyés grâce à des cartes prépayées afin d'améliorer les rendements de certains brokers dans la vente à découvert à nu. Elle raconte comment Anthony Elgindy a vendu ses actions la veille des attentats du 11 septembre 2001 (son frère faisant partie des Frères musulmans), car il savait que les indices boursiers allaient chuter. Le FBI est alors intervenu, en s'apercevant que 2 de ses agents avaient été soudoyés (ils savaient quelles entreprises allaient être victimes de vente à découvert à nu).
Lucy Komisar confirme donc la manipulation à travers les médias (journalistes) par le passé. Elle pense que les médias sont compromis car « une grande partie de ce que font les journalistes financiers, c'est réécrire les communiqués de presse des entreprises, brokers ou de quiconque voulant faire passer un mot ». Elle indique que ces personnes sont en effet les sources des journalistes. Sur ce point, les utilisateurs de Reddit ont lourdement critiqué CNBC durant ces derniers mois. L'exemple cité durant l'interview est le fait que CNBC a coupé au montage (de la seconde audition) un extrait visant notamment Citadel et Robinhood. Komisar acquiesce et indique qu'elle ne fait pas confiance aux médias télévisés, car « ils mentent ». Elle estime que les posts (« analyses sérieuses ») des utilisateurs sur Reddit lui donnent bien plus d'informations que ce qu'elle peut trouver dans les médias mainstream (qui n'apportent pas toujours de sources ou données pour éclairer leurs propos).
L'un des problèmes qu'elle a soulevé durant les trois auditions est qu'aucune personne à la tête des institutions régulatrices n'a mentionné le souci de la vente à découvert à nu, des FTDs. Seul Keith Gill a parlé du fait que les teneurs de marchés tels que Citadel étaient exemptés des règles, et qu'une seule action pouvait être localisée des dizaines de fois. Selon elle, les auditions n'auraient pas dû avoir pour objet la vente à découvert, mais la vente à découvert à nu, qui est le réel problème.
Elle raconte comment les mêmes tactiques utilisées contre GameStop étaient déjà utilisées contre Overstock en 2004. Son CEO avait été averti que les médias allaient écrire des articles sur l'ordre des hedge funds qui vendaient à découvert l'action, que le taux d'intérêt de titres vendus à découvert (short interest) allait grimper en flèche et que l'action apparaitrait sur la liste des seuils de valeur (threshold list). Le CEO ne croyait pas que cela allait arriver, bien que toutes les prédictions se sont réalisées. Il s'est finalement rendu compte que les entreprises sur la liste précitée faisaient également l'objet d'attaques des mêmes journalistes. Il existait même un cabinet d'avocats qui se chargeait de poursuivre l'entreprise lorsque le prix de l'action diminuait pour l'accuser de ne pas avoir agit convenablement et que ce serait la raison pour laquelle le prix a diminué.
Lucy Komisar rappelle qu'il est possible pour les teneurs de marché de créer de fausses actions en vendant une option d'achat (call) ou en achetant une option de vente (put). Cela crée une action synthétique qui est utilisée pour faire croire que les ventes à découvert ont été couvertes (et ainsi les faire passer pour des ventes d'actions détenues physiquement). Ceci permet aux prime brokers « d'inventer » des actions qu'ils peuvent prêter et vendre comme si elles étaient réelles. Une fois de telles preuves apportées par Overstock, Goldman Sachs a fini par transiger pour un montant de 20 millions $. Le procureur général Eric Holder a refusé de signer la mise en examen de la banque, avant d'expliquer qu'il y avait des entreprises « trop grosses pour faire faillite ». En 2011, un des clients de Goldman Sachs, Wolvering trading, a été sanctionné d'avoir conspiré pour encourager la vente à découvert à nu, pour ne pas avoir fermé les FTDs et pour avoir simulé de fausses transactions. Une des escroqueries que Komisar décrit est le fait que les vendeurs à découvert achètent des actions et, au même moment, vendent des options d'achat (call) sur cette même action, puis utilisent les actions achetées pour couvrir les ventes à découvert à nu. Ils doivent alors délivrer les mêmes actions à celui qui a acheté les options d'achat, mais cela leur permet de réinitialiser indéfiniment le compteur durant lequel les actions vendues à découvert à nu doivent impérativement être délivrées (leur permettant d'éviter d'avoir à les acheter sur le marché afin de conserver une offre suffisamment forte pour que le prix reste bas).
Elle indique qu'en février 2021, Robinhood a effectué des centaines de milliers d'opérations pour 1 $ chacune dans les dark pools pour manipuler le prix, alors qu'auparavant jamais Robinhood n'avait échangé les actions dans les dark pools, ils envoyaient leurs ordres à Citadel. Elle compare ces opérations à Wolverine trading, qui effectuait un même montant très élevé d'opérations pour en moyenne 3,85 $.
Selon elle, la réglementation (en cours de mise en place) telle que le consolidated audit trail (CAT), qui permettrait un système juste et équitable, vient à l'encontre des intérêts des courtiers ou fonds spéculatifs, qui gagnent des milliards de dollars grâce au système actuel et ne payent des amendes que de quelques millions. Elle indique que la DTCC n'a aucune information sur tous les échanges effectués hors bourse (à travers les dark pools). Une proposition, qui n'a jamais aboutie, était de donner à chaque action un numéro unique pour l'identifier, ce qui empêcherait qu'elle puisse être localisée plusieurs fois par un emprunteur. Lucy Komisar rappelle que la réhypothécation est limitée à 140% aux États-Unis.

#### Wes Christian
Spécialiste de la vente à découvert à nu ayant déjà poursuivi Wall Street pour des cas de fraude, Wes Christian a été interviewé à deux reprises par les utilisateurs de r/Superstonk, le 18 mai 2021 et le 2 juin 2021,. Il a également réagi sur Fox News, en comparant la vente à découvert à nu à du vol.

## Dans la culture populaire
L'affaire est portée à l'écran avec le long métrage de Dumb Money sorti en 2023.